# Jevhen Kučerevs'kyj
Jevhen Mefodijovyč Kučerevs'kyj (in ucraino Євген Мефодiйoвич Кучеревський?, angl. Yevhen Mefodiyovych Kucherevskyi; in russo Евгений Мефодьевич Кучеревский?, Evgenij Mefod'evič Kučerevskij, angl. Yevgeniy Kucherevskiy; Cherson, 6 agosto 1941 – Dnipropetrovs'k, 26 agosto 2006) è stato un allenatore di calcio e calciatore sovietico, dal 1991 ucraino, di ruolo portiere.

## Carriera
Portiere, tra il 1959 e il 1970 gioca per Majak Cherson, SKA Odessa e Sudostroitel Nikolaev. Appesi i guanti al chiodo inizia una lunga carriera da allenatore che lo porta a guidare Kolos Nikopol', Sudostroitel, Dnepr (dal 1992 Dnipro), Étoile du Sahel, l'Under-21 russa, la squadra olimpica russa, Mikolaiv, Arsenal Tula e Rotor Volgograd.
Nel 1981 prende le redini del Kolos Nikopol', società che guida per tre stagioni. Nel 1984 si trasferisce a Nikolaev, allenando il Sudostroitel, squadra per la quale aveva giocato per cinque stagioni come portiere. In seguito ritorna a Nikolaev nel periodo 1994-1996. Nel gennaio del 1987 viene chiamato a sostituire il duo Jemec'-Žyzdyk alla guida del Dnepr. L'impresa che attende Kučerevs'kyj è una delle più complesse della sua carriera: la squadra sita a Dnipropetrovsk ha appena conquistato i suoi primi titoli nazionali e l'allenatore di Cherson è chiamato a continuare il momento positivo. Nella prima stagione la squadra si piazza alle spalle dello Spartak Mosca vincitore del torneo. La progressione dall'undicesimo posto del 1986 al secondo dell'annata 1987 vale la seconda Progress Cup (premio assegnato da un giornale di Kiev).
Nel biennio successivo il Dnepr vince il campionato, la Coppa sovietica, la Supercoppa sovietica e la Coppa della federazione. Nel 1988 supera Dinamo Kiev e Torpedo Mosca, le uniche squadre capaci di sconfiggere Kučerevs'kyj, che ha il merito di restare imbattuto in casa. Nello stesso anno batte il Metalist 3-1 ai supplementari conquistando l'ultima Supercoppa sovietica. Durante la stagione 1988-1989 il Dnepr elimina Šinnik (7-0), Zenit (1-2), Dinamo Mosca (3-0), Dinamo Tbilisi (1-2) e Torpedo Mosca (0-1) vincendo la Coppa sovietica. Nel 1989 conquista la Coppa della federazione contro la Dinamo Minsk (2-1). Nelle tre stagioni seguenti il Dnepr non ottiene altri successi. Nel 1992 viene rinominato Dnipro con l'indipendenza dell'Ucraina dall'URSS, Kučerevs'kyj diviene cittadino ucraino.
Nel 1992 si trasferisce a Susa, in Tunisia, per allenare l'Étoile Sportive du Sahel. Nel 1992 viene chiamato ad allenare l'Under-21 russa e nel 1993-1994 allena anche la squadra olimpica. Tra il 1994 e il 1996 guida l'SV Mikolaiv (ex Sudostroitel) e in seguito passa ai russi dell'Arsenal Tula. Negli anni seguenti rimane in Russia allenando prima il Rotor, poi il Torpedo Mosca.
Dopo quasi un decennio ritorna al Dnipro. Tra il 2001 e il 2006 porta la società ai vertici della massima divisione ucraina e anche in Europa, dove gli ucraini si fermano ai sedicesimi sia nel 2004 (contro l'Olympique Marsiglia 1-0) sia nel 2005 (contro il Partizan 3-2).
Il 26 agosto del 2006, 20 giorni dopo aver compiuto 65 anni, la Mercedes-Benz di Kučerevs'kyj si scontra con un camion Kamaz. L'allenatore muore in ospedale un'ora e mezza dopo l'incidente, senza riprendere conoscenza. Dopo il funerale, il sindaco di Dnipropetrovsk ha annunciato un piano per intitolare una delle vie della città a Kučerevs'kyj.

## Palmarès

### Club

#### Competizioni nazionali
- Vysšaja Liga: 1

Dnepr: 1988
- Kubok SSSR: 1

Dnepr: 1988-1989
- Superkubok SSSR: 1

Dnepr: 1988
- Kubok Federacii SSSR: 1

Dnepr: 1989